# Indicatifs régionaux 508 et 774

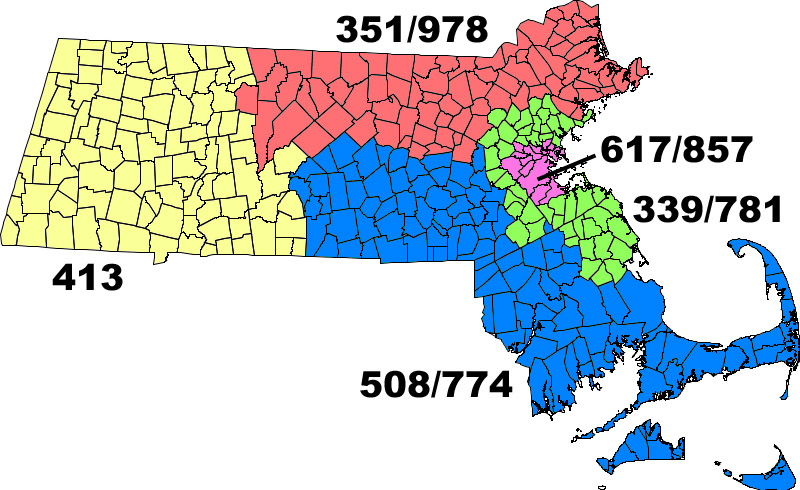
Carte de l'État du Massachusetts avec les territoires de ses indicatifs régionaux. Les indicatifs régionaux 508 et 774 sont en bleu.

Les indicatifs régionaux 508 et 774 sont des indicatifs téléphoniques régionaux de l'État du Massachusetts aux États-Unis. Ces indicatifs couvrent un territoire situé au sud-est de l'État.
La carte ci-contre indique en bleu le territoire couvert par les indicatifs 508 et 774.
Les indicatifs régionaux 508 et 774 font partie du Plan de numérotation nord-américain.

## Source
- (en) Cet article est partiellement ou en totalité issu de l’article de Wikipédia en anglais intitulé « Area codes 508 and 774 » (voir la liste des auteurs).